# Niambia brevicauda
Niambia brevicauda is een pissebed uit de familie Platyarthridae. De wetenschappelijke naam van de soort is voor het eerst geldig gepubliceerd in 1978 door Schmalfuss & Ferrara.